# Franska senaten

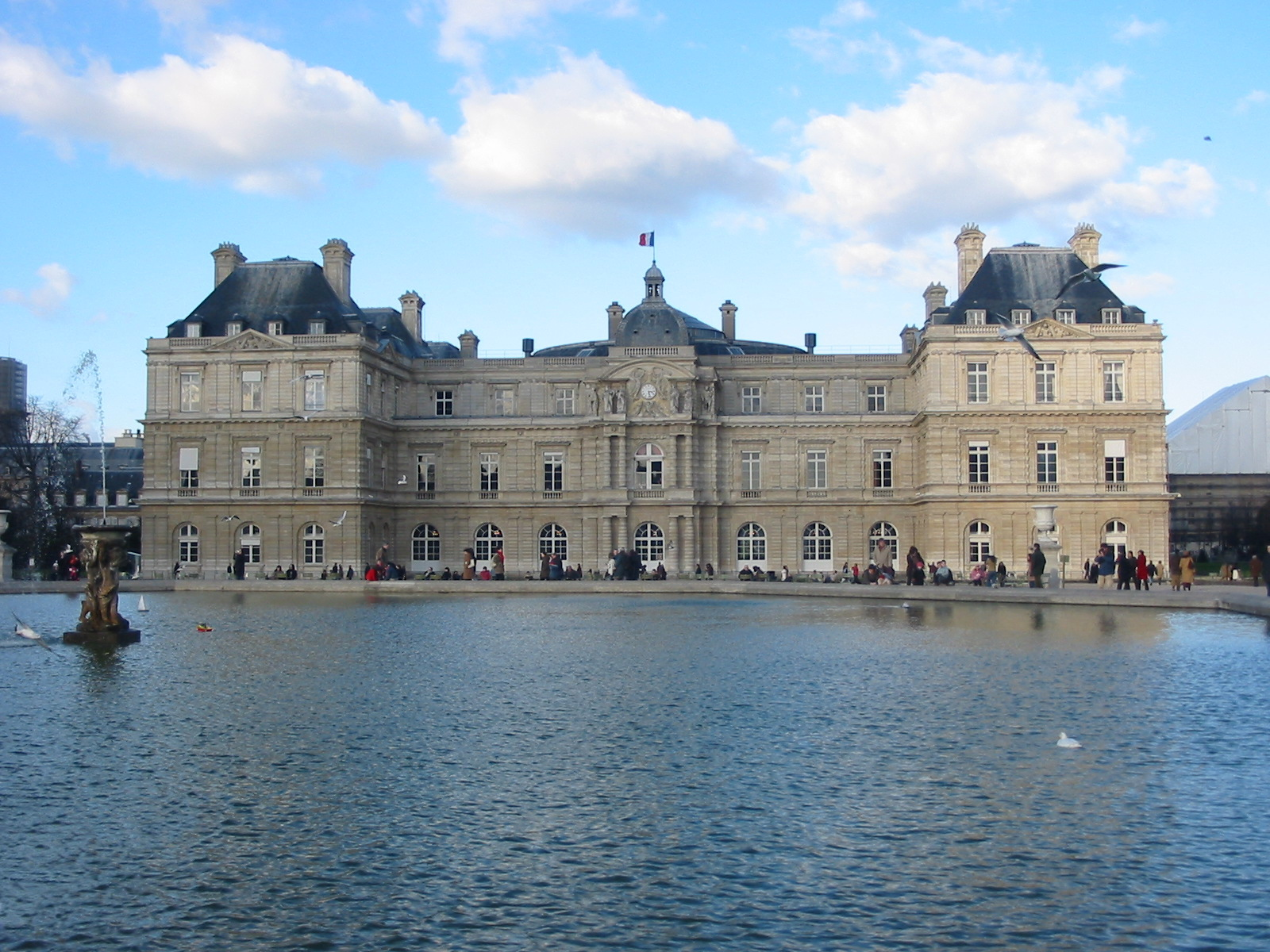
Palais du Luxembourg, säte för Frankrikes senat.

Frankrikes senat (franska: Le Sénat), senaten, är det franska parlamentets första kammare. Senaten har sitt säte i Palais du Luxembourg. Ledamöterna – senatorerna – väljs av lokala församlingar, till skillnad från den direktvalda nationalförsamlingen.
Fram till 2004 hade kammaren 321 ledamöter, valda på nio år. Det året ändrades mandatperioden till sex år, samtidigt som antalet ledamöter successivt ökade till 348 för att återspegla förändringarna i landets demografi. 